# Maljalahti
Maljalahti är en vik i Finland. Den är en del av sjön Kallavesi och ligger i Kuopio i landskapet Södra Österbotten, i den centrala delen av landet, 300 km nordost om huvudstaden Helsingfors.